# Зябровка (Прибитковська сільська рада)
Зябровка (біл. Зябраўка) — селище в Прибитковській сільській раді Гомельського району Гомельської області Республіки Білорусь.

## Транспортна мережа
Транспортні зв'язки степовою, потім автомобільною дорогою Гомель — Куток. Планування складається з криволінійної вулиці з провулком, яка орієнтована з південного сходу на північний захід.

## Історія
Селище було одним із найбільших військових гарнізонів у Гомельській області. Біля селища розташовується великий військовий аеродром «Зябровка».
7 липня 2022 року заступник начальника Головного оперативного управління Генерального штабу ЗСУ Олексій Громов заявив, що Білорусь віддала аеродром «Зябровка» під контроль російських окупантів, де вони облаштовали військову авіабазу, де розташовані ракетний дивізіон ракетного комплексу «Іскандер-М» та дивізіон С-400.
28 липня 2022 року російські окупанти здійснили масований ракетний обстріл України. Запуск ракет у напрямку України регулярно здійснюється з білоруського аеродрому в Зябрівці.
11 серпня 2022 року, близько 00:30, на аеродромі пролунали потужні вибухи. Раніше МО Республіки Білорусь повідомляло про проведення навчань військ ППО та ВПС із бойовою стрільбою, що є малоймовірно. Напередодні стало відомо, що 9 серпня, близько 17:00, у гомельському аеропорту здійснив посадку літак Іл-76 ВКС РФ, який міг привезти ракети для зенітних ракетних комплексів С-300 та С-400.

## Населення

### Чисельність
- 2009 — 2370 мешканець